# Ramularia hypochaeridis
Ramularia hypochaeridis är en svampart som beskrevs av Magnus 1895. Ramularia hypochaeridis ingår i släktet Ramularia och familjen Mycosphaerellaceae.   Inga underarter finns listade i Catalogue of Life.